# Франсис Брадли
Франсис Хърбърт Брадли (на английски: Francis Herbert Bradley) е британски философ, известен представител на британския идеализъм заедно с Томас Грийн и Бърнард Бозанкет.

## Живот
Роден е на 30 януари 1846 година в предградие Клепам в Лондон, Съри, Обединено кралство, четвърто дете в семейството на Чарлз Брадли, евангелски пастор. На 18-годишна възраст боледува от коремен тиф, последван от пневмония, като едва не загубва живота си.
През 1869 г. завършва Университетския колеж в Оксфорд, но не успява да спечели стипендия и да остане в колежа. Все пак през 1870 г. е избран за изследовател в Мертън колидж, Оксфорд, и спечелва стипендия, която не го задължава да преподава или да изнася лекции.
През юни 1871 г. Брадли боледува от тежко възпаление на бъбреците, което оставя трайни последици. Вследствие на тази болест и честите му боледувания формират в Брадли желание за самота и дори хипохондрия. Той избягва всякакви публични изява и събития, дори поканата да стане един от основателите на Британската академия.
Умира на 18 септември 1924 година в Оксфорд на 78-годишна възраст. Погребан е в гробището „Холиуел" в Оксфорд.
Докато е жив, Брадли е силно уважаван философ. След смъртта му обаче интересът като цяло към британския идеализъм спада.

## Философия
Британският идеализъм се развива в рамките на неохегелианското движение. Съществуването на Абсолюта, неговото превъзходство спрямо всичко индивидуално и възможността за неговото познание се приемат като основни принципи от британските идеалисти.
Основен проблем на капиталния труд на Брадли „Явление и реалност“ (1893) е природата на реалността и познанието за нея. Той заявява:
| „ | Съществува само една Реалност, и нейното битие се състои в опита. В това цяло всички явления стават едно, и в това ставане в едно те в различна степен губят своята природа на различност. Същността на Реалността лежи в единството и съответствието на съществуване и съдържание, и, от друга страна, явлението се състои в несъответствие между тези 2 аспекта. | “ |

Реалността се състои от опита; материята не може да съществува отделно от ума, затова трябва да се насочим именно към него в търсене на реалността. Азът не е този ум, доколкото той е ограничен. Реалното не влиза нито във външни, нито във вътрешни отношения, защото те ще нарушат неговата независимост. Нищо не може да бъде реално, освен цялото. Разбирайки какво е реалното, ние се оказваме в проблемна ситуация: ние не можем да познаем Абсолюта – нещо повече, дори той не може да познае себе си. Цялото съществуващо познание е отчасти неистинно.
Брадли твърди:
| „ | На нас ще ни се каже, че да знаем истината, е невъзможно или е изцяло непрактично във всички случаи. Ние не може да имаме положително знание за първите принципи; и ако ние бихме могли да го имаме, ние няма да можем да разберем дали в действителност сме се сдобили с него. | “ |

Трудовете на Брадли пораждат редица критики. Известни са неговите дискусии с Фердинанд Шилър, както и с неговия близък съратник, прагматистът Уилям Джеймс, които критикуват неговото разбиране за Абсолют, както и строгото разделяне на теоретическо от практическо и отричането на практическия интерес.

## Признание
- почетно отличие и докторат на Университета в Глазгоу (1883);
- член на Кралската датска академия (1921) и на Академията на Милано (1922);
- почетен член на Британската академия (1923);

През 1924 г., няколко месеца преди смъртта му, крал Джордж V му връчва Ордена за заслуги, с което превръща Брадли в първия философ носител на това високо отличие.